# 28 juli
28 juli är den 209:e dagen på året i den gregorianska kalendern (210:e under skottår). Det återstår 156 dagar av året.

## Återkommande bemärkelsedagar

### Nationaldagar
- Perus nationaldag (till minne av självständighetsförklaringen från Spanien denna dag 1821)
- Thailands nationaldag

## Namnsdagar

### I den svenska almanackan
- Nuvarande – Botvid och Seved
- Föregående i bokstavsordning
  - Botvid – Namnet infördes, till minne av Södermanlands apostel, på dagens datum 1620 i formen Botevid. Det har funnits där sedan dess, men ändrades 1680 till Botvid och 1730 till Botwid och även Botwidus. Det senare togs bort 1830 (så att endast Botwid stod kvar) och 1901 moderniserades formen återigen till Botvid.
  - Panthaleon – Namnet fanns, till minne av ett helgon från 200-talet, på dagens datum före 1620, då det utgick.
  - Reidar – Namnet infördes på dagens datum 1986, men flyttades 1993 till 30 mars och 2001 till 9 maj.
  - Reidun – Namnet har gått nästan samma väg som Reidar, genom att det också infördes på dagens datum 1986. 1993 flyttades det dock inte till 30 mars, utan utgick, men återinfördes 2001, tillsammans med Reidar, på 9 maj.
  - Seved – Namnet förekom på 1790-talet på 27 juli, men utgick sedan. 1901 infördes det på 22 oktober, men flyttades 1993 till dagens datum, där det har funnits sedan dess.
- Föregående i kronologisk ordning
  - Före 1620 – Panthaleon
  - 1620–1679 – Botevid
  - 1680–1729 – Botvid
  - 1730–1829 – Botwid eller Botwidus
  - 1830–1900 – Botwid
  - 1901–1985 – Botvid
  - 1986–1992 – Botvid, Reidar och Reidun
  - 1993–2000 – Botvid och Seved
  - Från 2001 – Botvid och Seved
- Källor
  - Brylla, Eva (red.): Namnlängdsboken, Norstedts ordbok, Stockholm, 2000. ISBN 91-7227-204-X
  - af Klintberg, Bengt: Namnen i almanackan, Norstedts ordbok, Stockholm, 2001. ISBN 91-7227-292-9

### Finlandssvenska almanackan
- Nuvarande från 1929[1] – Håkan
- I föregående revideringar[a][2]
  - inga ändringar sedan 1929

## Händelser
- 1540 – Den engelske statsmannen Thomas Cromwell, som har lett den engelska reformationen och varit kung Henrik VIII:s försteminister sedan 1532, blir avrättad på Towern på kungens order. Under reformationen har Cromwell fått många fiender inom det konservativa lägret och hans arrangemang av kungens giftermål med den tyska prinsessan Anna av Kleve har lett till att han har fallit i onåd hos monarken (då Henrik vantrivs i äktenskapet, vilket upplöses efter endast sex månader). Därför blir Cromwell avrättad, anklagad för förräderi och kätteri, bara några timmar innan kungen gifter sig med Katarina Howard. Senare kommer Henrik dock att ångra avrättningen.
- 1794 – Dagen efter att det franska Nationalkonventet har avsatt revolutionsledaren Maximilien de Robespierre som medlem blir han, utan föregående rättegång, avrättad genom giljotinering. Han har varit en av de ivrigaste revolutionärerna sedan franska revolutionens utbrott 1789 och en av de mest framstående politikerna samt medlem av den radikala Jakobinerklubben. Då han också har varit ledande för skräckväldet har han av många blivit fruktad och hatad och konventet ser avsättningen och avrättningen som det enda sättet att bli av med honom.
- 1821 – Den argentinske generalen José de San Martín utropar Perus självständighet från Spanien, mitt under det peruanska självständighetskriget. Kriget har pågått sedan 1811, men är inte över förrän tre år efter självständighetsförklaringen, då Spanien vägrar erkänna den innan spanjorerna har lidit ett avgörande nederlag i slaget vid Ayacucho 1824. Peru blir den sista spanska kolonin i Sydamerika, som utropar sin självständighet, men efter krigets slut delas landet i två delar, varav den övre blir republiken Peru och den nedre blir ett eget land, som efter frihetshjälten Simón Bolívar från namnet Bolivia.
- 1851 – En total solförmörkelse inträffar i Sverige.
- 1914 – En månad efter att den österrikiske ärkehertigen Frans Ferdinand och hans hustru Sophie von Chotek har blivit mördade genom skotten i Sarajevo och fem dagar efter det österrikiska ultimatumet till Serbien utbryter första världskriget, då Österrike-Ungern förklarar krig mot Serbien. Eftersom österrikarna misstänker, att Serbien har stött mordet har man den 23 juli ställt en rad krav på detta land, av vilka serberna har gått med på de flesta. Eftersom de inte har gått med på alla går österrikarna i krig, för att en gång för alla göra upp räkningen med Serbien. Under den kommande veckan (fram till 6 augusti) går dock fler och fler av Europas stormakter med i kriget och därmed är det stormaktskrig ett faktum, som man efter flera årtiondens kapprustning och alliansbildning har fruktat, men i det längsta försökt undvika. Kriget kommer att vara till 1918 och radikalt omstöpa Europas karta och politik. Därmed går också den så kallade Belle époque och vad som senare har kommit att kallas Det långa 1800-talet i graven.
- 1928 – Olympiska sommarspelen 1928 invigs i Amsterdam av prins Henrik av Nederländerna.
- 1964 – The Beatles framträder på Johanneshovs isstadion.
- 1976 – Anders Gärderud vinner guld på 3000 meter hinder under OS i Montréal. Det är den första svenska olympiska guldmedaljen i friidrott på 28 år.
- 1984 – Olympiska sommarspelen 1984 invigs i Los Angeles av Ronald Reagan. Det är andra gången i de moderna olympiska spelens historia som Los Angeles står som värd.
- 1996 – Skelettrester av en människa återfinns vid en flodbank vid floden Columbia i Kennewick i den amerikanska delstaten Washington och får efter fyndplatsen namnet Kennewick-mannen. Först tror man att det rör sig om en nybyggare från 1880-talet, men datering och undersökning av skelettdelarna visar att mannen levde i mitten av 7000-talet f.Kr. och att det är oklart, om han är besläktad med någon av de amerikanska indianstammarna. På grund av detta avvisar en amerikansk domstol 2004 flera indianstammars krav på att mannen ska begravas som indianförfader och tillåter istället forskarna, att fortsätta studera honom.
- 2004 – Den svenske mördaren Tony Olsson, som för tillfället avtjänar ett livstidsstraff för Malexandermorden 1999, lyckas tillsammans med tre andra interner (Daniel Maiorana, Alfred Sansiviero och Mahmoud Amaya) rymma från Hallanstalten i Södertälje, strax efter midnatt, sedan en mutad vakt har lämnat hans isoleringscell öppen. Deras plan har varit att gömma sig i närområdet tills eftersökningarna har avslutats och därefter ta sig till Sydamerika. De fyra brottslingarna blir dock upptäckta vid olika tidpunkter under det följande dygnet och på morgonen den 30 juli är samtliga infångade. Idag sitter Tony Olsson på Kumlaanstalten och har, bland annat med hänvisning till rymningen, nekats att få sitt straff tidsbestämt.
- 2005 – Den irländska paramilitära organisationen Provisoriska IRA, som sedan 1969 har kämpat för att Nordirland ska bli en del av republiken Irland, lägger ner sina vapen efter över 35 års kamp. Man meddelar, att man hädanefter istället ska föra kampen för att nå slutmålet enbart genom att använda politiska och demokratiska medel på fredlig väg. Vissa utbrytargrupper vägrar dock acceptera detta och fortsätter den väpnade kampen om Nordirland.

## Födda
- 1751 – Joseph Habersham, amerikansk politiker och affärsman
- 1767 – James A. Bayard, amerikansk federalistisk politiker, senator för Delaware
- 1833 – James H. Lane, amerikansk professor och general
- 1838 – John I. Mitchell, amerikansk republikansk politiker, senator för Pennsylvania
- 1860 – Elias M. Ammons, amerikansk politiker, guvernör i Colorado
- 1866 – Beatrix Potter, brittisk barnboksförfattare och illustratör
- 1877 – Gösta Hillberg, svensk skådespelare
- 1878 – Wilhelm Prentzel, tysk sjömilitär, amiral
- 1881 – Erik Uppström, svensk kompositör och regementsmusiker
- 1884 – John E. Miles, amerikansk demokratisk politiker, guvernör i New Mexico
- 1887 – Marcel Duchamp, fransk konstnär och skulptör
- 1893 – Alfhild Degerberg, svensk skådespelare
- 1900 – Edith Unnerstad, svensk författare
- 1901 – Rudy Vallée, amerikansk sångare, saxofonist, orkesterledare och skådespelare
- 1902 – Karl Popper, österrikisk-brittisk filosof, vetenskapsteoretiker och politisk teoretiker
- 1904 – Pavel Tjerenkov, rysk fysiker, mottagare av Nobelpriset i fysik 1958
- 1906 – Carl-Johan Unger, svensk skådespelare
- 1915 – Charles H. Townes, amerikansk fysiker, mottagare av Nobelpriset i fysik 1964
- 1925
  - Baruch S. Blumberg, amerikansk medicinforskare, mottagare av Nobelpriset i fysiologi eller medicin 1976
  - Georg Klein, ungersk-svensk läkare, professor och författare
- 1927 – John Ashbery, amerikansk poet
- 1929 – Jacqueline Kennedy Onassis, amerikansk fotomodell och politikerhustru, USA:s första dam
- 1938 – Alberto Fujimori, peruansk politiker, Perus president
- 1939 – Gösta Ekman den yngre, svensk skådespelare och regissör
- 1943 – Bill Bradley, amerikansk basketspelare och demokratisk politiker, senator för New Jersey
- 1944 – Markku Envall, finländsk litteraturforskare och författare
- 1945
  - Jim Davis, amerikansk serietecknare, skapare av katten Gustaf
  - Richard Wright, brittisk musiker, medlem i gruppen Pink Floyd
- 1951 – Santiago Calatrava, spansk arkitekt
- 1954 – Hugo Chávez, venezuelansk politiker, Venezuelas president
- 1963 – Lars Johansson, svensk illusionist med artistnamnet Joe Labero
- 1966 – Raoul Grünthal, svensk tidningsman och publicist, VD för Schibstedkoncernen
- 1969 – Michael Amott, svensk gitarrist och låtskrivare
- 1971 – Andreas Lundhäll, svensk ljudtekniker och kompositör
- 1972
  - Elizabeth Berkley, amerikansk skådespelare
  - Bryant Mix, amerikansk utövare av amerikansk fotboll
- 1979 – Andreas T. Olsson, svensk skådespelare och dramatiker
- 1984 – Ali Krieger, amerikansk fotbollsspelare
- 1986 – Gabe Evans, amerikansk republikansk politiker
- 1993 – Harry Kane, engelsk fotbollsspelare
- 1996 – Samuel Tetteh, ghanansk fotbollsspelare
- 1997 – Johannes Kinnvall, svensk ishockeyspelare
- 2000 – Emile Smith Rowe, engelsk fotbollsspelare

## Avlidna
- 1057 – Viktor II, påve
- 1540 – Thomas Cromwell, engelsk statsman
- 1655 – Cyrano de Bergerac, 36, fransk dramatiker
- 1685 – Henry Bennet, engelsk politiker
- 1741 – Antonio Vivaldi, 63, italiensk präst, violinist och kompositör
- 1750 – Johann Sebastian Bach, 65, tysk kompositör och organist
- 1786 – Carlo Marchionni, 84, italiensk arkitekt och skulptör
- 1794
  - Louis Antoine de Saint-Just, 26, fransk revolutionspolitiker
  - Maximilien de Robespierre, 36, fransk revolutionspolitiker
- 1815 – Philip Barton Key, 58, amerikansk federalistisk politiker och jurist, kongressledamot
- 1818 – Gaspard Monge, 72, fransk matematiker
- 1824 – James J. Wilson, amerikansk publicist och demokratisk-republikansk politiker, senator för New Jersey
- 1835 – Édouard Mortier, 67, fransk militär och politiker, Frankrikes premiärminister
- 1840 – John Lambton, 48, brittisk politiker
- 1844 – Joseph Bonaparte, 76, fransk jurist och politiker, kung av Neapel och av Spanien
- 1852
  - Stephen Allen, 85, amerikansk politiker
  - Andrew Jackson Downing, 36, amerikansk hortikultör
- 1873 – Rinaldo Rinaldi, 80, italiensk skulptör
- 1930 – Allvar Gullstrand, 68, svensk ögonläkare och uppfinnare, mottagare av Nobelpriset i fysiologi eller medicin 1911
- 1934 – Marie Dressler, 65, kanadensisk-amerikansk skådespelare
- 1948 – Fred P. Cone, 76, amerikansk demokratisk politiker, guvernör i Florida
- 1952 – Ingjald Haaland, 67, norsk skådespelare, teaterregissör och teaterchef
- 1963 – Carl F.W. Borgward, 72, tysk biltillverkare
- 1968 – Otto Hahn, 89, tysk kemist, mottagare av Nobelpriset i kemi 1944
- 1998 – Cilla Ingvar, 67, svensk revyartist och radiomedarbetare
- 1999 – Trygve Haavelmo, 87, norsk nationalekonom, mottagare av Sveriges riksbanks pris i ekonomisk vetenskap till Alfred Nobels minne 1989
- 2001 – Mats Ljung, 54, svensk revyartist, bondkomiker, författare och trubadur
- 2002
  - Archer Martin, 92, brittisk kemist, mottagare av Nobelpriset i kemi 1952
  - Bernt Staf, 56, svensk proggmusiker och vissångare
- 2004
  - Francis Crick, 88, brittisk forskare, upptäckare av DNA-molekylen, mottagare av Nobelpriset i fysiologi eller medicin 1962
  - Irvin Yeaworth, 78, amerikansk filmregissör
- 2008 – Margaret Ringenberg, 87, amerikansk pilot
- 2011
  - Brian O’Leary, 71, amerikansk astronom och astronaut
  - Abdul Fatah Yunus, libysk rebelledare och generalmajor, Libyens inrikesminister
- 2014 – Yvette Lebon, 103, fransk skådespelare
- 2021 – Dusty Hill, 72, amerikansk musiker, basist i rockgruppen ZZ Top
- 2023 – Martin Walser, 96, tysk romanförfattare, dramatiker och manusförfattare